# إليزابيث كون
إليزابيث كون (بالألمانية: Elisabeth Kohn)‏ هي محامية ألمانية، ولدت في 11 فبراير 1904 في ميونخ في ألمانيا، وتوفيت في 25 نوفمبر 1941 في كاوناس في ليتوانيا.